# Nevin Harrison
Nevin Harrison (* 2. Juni 2002 in Seattle, Washington) ist eine US-amerikanische Kanutin.

## Karriere
Nevin Harrison war zunächst in der Leichtathletik aktiv, musste diese aber nach einer Hüftdysplasie-Diagnose aufgeben. Sie wechselte 2014 zum Kanurennsport und erzielte dort im Einer-Canadier früh sehr gute Ergebnisse. 2019 gewann sie bei den Panamerikanischen Spielen 2019 in Lima auf der 200-Meter-Strecke in einer Finallaufzeit von 46,649 Sekunden die Goldmedaille. Im selben Jahr wurde sie über dieselbe Distanz außerdem in Szeged auch Weltmeisterin. In 49,30 Sekunden setzte sie sich im Finale unter anderem gegen Olessja Romassenko durch.
Bei den 2021 ausgetragenen Olympischen Spielen 2020 in Tokio gewann Harrison im Einer-Canadier über 200 Meter sowohl ihren Vorlauf als auch ihren Halbfinallauf. Im Endlauf überquerte sie nach 45,932 Sekunden vor der zweitplatzierten Kanadierin Laurence Vincent-Lapointe und Ljudmyla Lusan aus der Ukraine die Ziellinie und gewann als Olympiasiegerin die Goldmedaille. Ein Jahr darauf wurde Harrison in Dartmouth im Einer-Canadier über 200 Meter erneut Weltmeisterin. Bei den Olympischen Spielen 2024 in Paris gewann sie im Einer-Canadier über 200 Meter die Silbermedaille hinter Katie Vincent.